# Ярема Дмитро Григорович
Ярема Дмитро Григорович (Псевдо: «Канюк», «Ромко», «Щур»; 1922, Трушевичі, Старосамбірський район, Львівська область — 1953, Дрогобич) — український військовик, вояк УПА, Лицар Срібного хреста бойової заслуги УПА 1 класу

## Життєпис
Дмитро Ярема закінчив 4 класи народної школи. 
Восени 1943 року вступив до дивізії «Галичина». Пройшов вишкіл в районі м. Гдиня (Польща). 1 березня 1944 року разом зі своїм підрозділом передислокований в район м. Грубешів (Польща), звідки 10 березня 1944 року дезертирував та вступив у лави УПА. 
З березня 1944 по осінь 1944 року Дмитро Ярема стрілець сотні «Ягоди». Восени 1944 — січень 1946, та у червні — вересні 1946 року — стрілець сотні «Кармелюка». 
7 січня 1946 року, під час наступу на Бірчу, Дмитро Ярема був поранений, та впродовж шести місяців лікувався у повстанському шпиталі, а відтак повернувся до свого відділу. 
В серпні 1946 року в складі сотні перейшов на територію УРСР. Бойовик господарчого референта Добромильського районного проводу ОУН «Мая» (осінь 1946), стрілець кур’єрської групи «Лампи» (осінь 1946 — січень 1947). Стрілець різних боївок на території тодішнього Добромильського району (січень 1947 — весна 1948), охоронець керівника Добромильського районного проводу ОУН (весна 1948 — 06.1949), референта пропаганди Яворівського надрайонного проводу ОУН Володимира Коровця — «Зенона» (06.1949 — 04.1951), керівника Крукеницького районного проводу ОУН Михайла Корецького — «Лютого» (квітень 1951 — червень 1952). 
18 липня 1952 року підступно захоплений у полон агентурно-бойовою групою МДБ в лісі біля смт. Великий Любінь Городоцького району. 27 грудня 1952 року ВТ Прикарпатського військового округу у Дрогобичі засуджений за ст. 54-1а, 54-8, 54-9, 54-11 КК УРСР до вищої міри покарання — розстрілу з конфіскацією майна. Страчений.

## Нагороди
- Згідно з Наказом Головного військового штабу УПА 1/51 від 25.07.1951 р. охоронець референта пропаганди Яворівського надрайонного проводу ОУН Дмитро Ярема – «Канюк» нагороджений Срібним хрестом бойової заслуги УПА 1 класу.